# Sociedade Água do Porto Santo

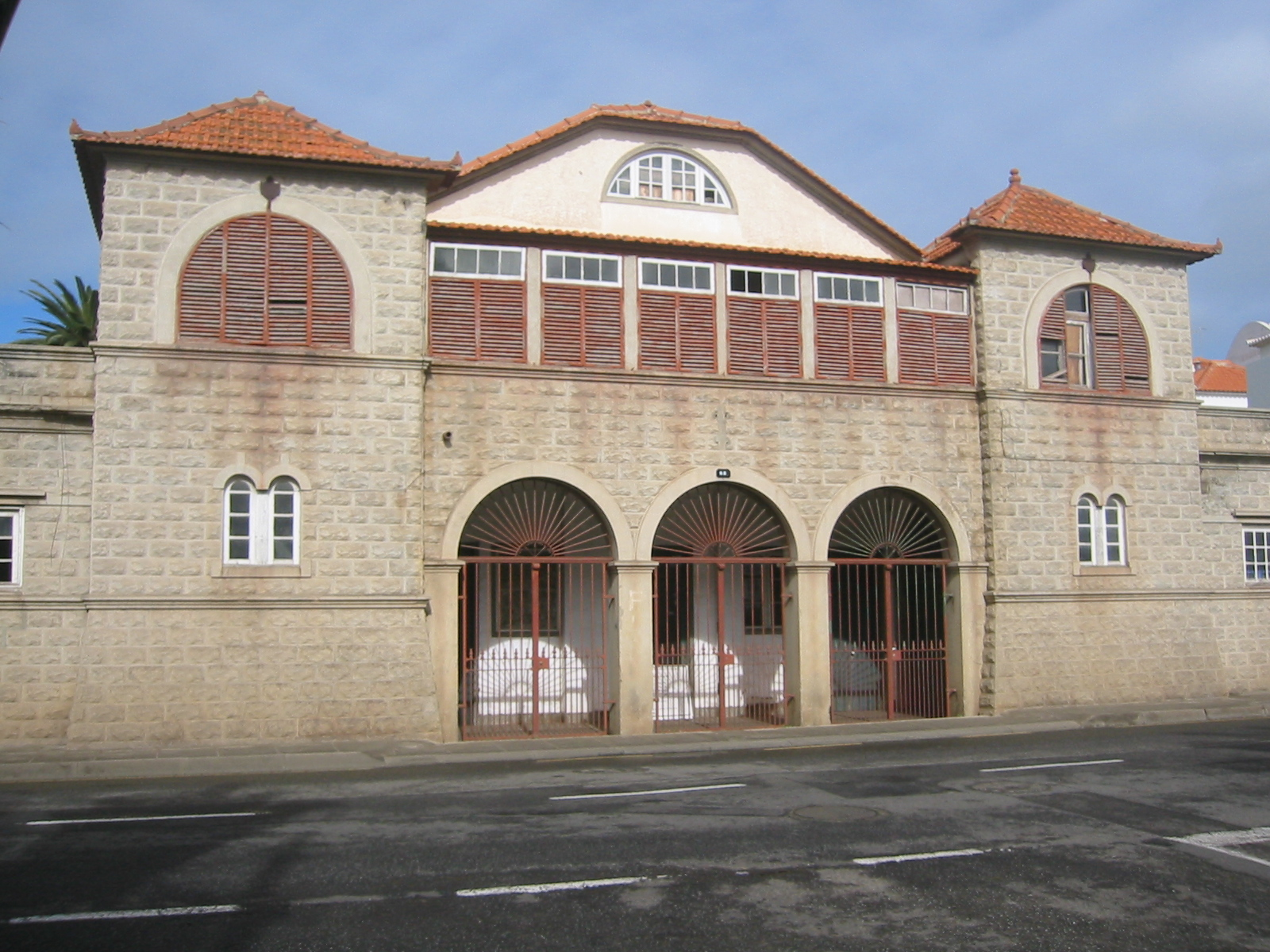
Edifício da Fábrica das Águas do Porto Santo - 1922

A Sociedade de Água do Porto Santo, Lda., é uma empresa regional de produção e engarrafamento de águas minerais naturais e de nascente Porto Santo, fundada em 1921 por João Vicente da Silva, adquirida pouco tempo depois pela empresa Araújo, Tavares & Passos Lda., cujas quotas ainda pertencem às famílias Araújo e Tavares. Tem sede na Rua Veiga Pestana, Antiga Levada das Hortas, 14 A 9000 - 630 FUNCHAL.
A estrutura acionista apresenta cinco quotas, sendo duas pertença à família Araújo, uma de herdeiros de José Gomes Henriques de Araújo com 25% e outra de herdeiros do  Eng. António Egídio Henriques de Araújo também com 25%, e três quotas da família Tavares, uma de 36,69% que pertencia a Sottomayor Tavares, outra de 9,98% dos herdeiros de Gabriel Dias Tavares e uma outra de 3,3% de Emílio de Castro Sottomayor Tavares.
A história desta empresa está intimamente ligada à Empresa de Cervejas da Madeira (ECM) fundada em 1934, sendo acionista maioritária durante mais de 40 anos até à nacionalização das suas quotas em 30 de agosto de 1975 (DL nº474/75), em consequência da intervenção do Estado no sector cervejeiro, decretado pelo governo de Vasco Gonçalves, após a Revolução Portuguesa de 25 de Abril de 1974.

## Origem

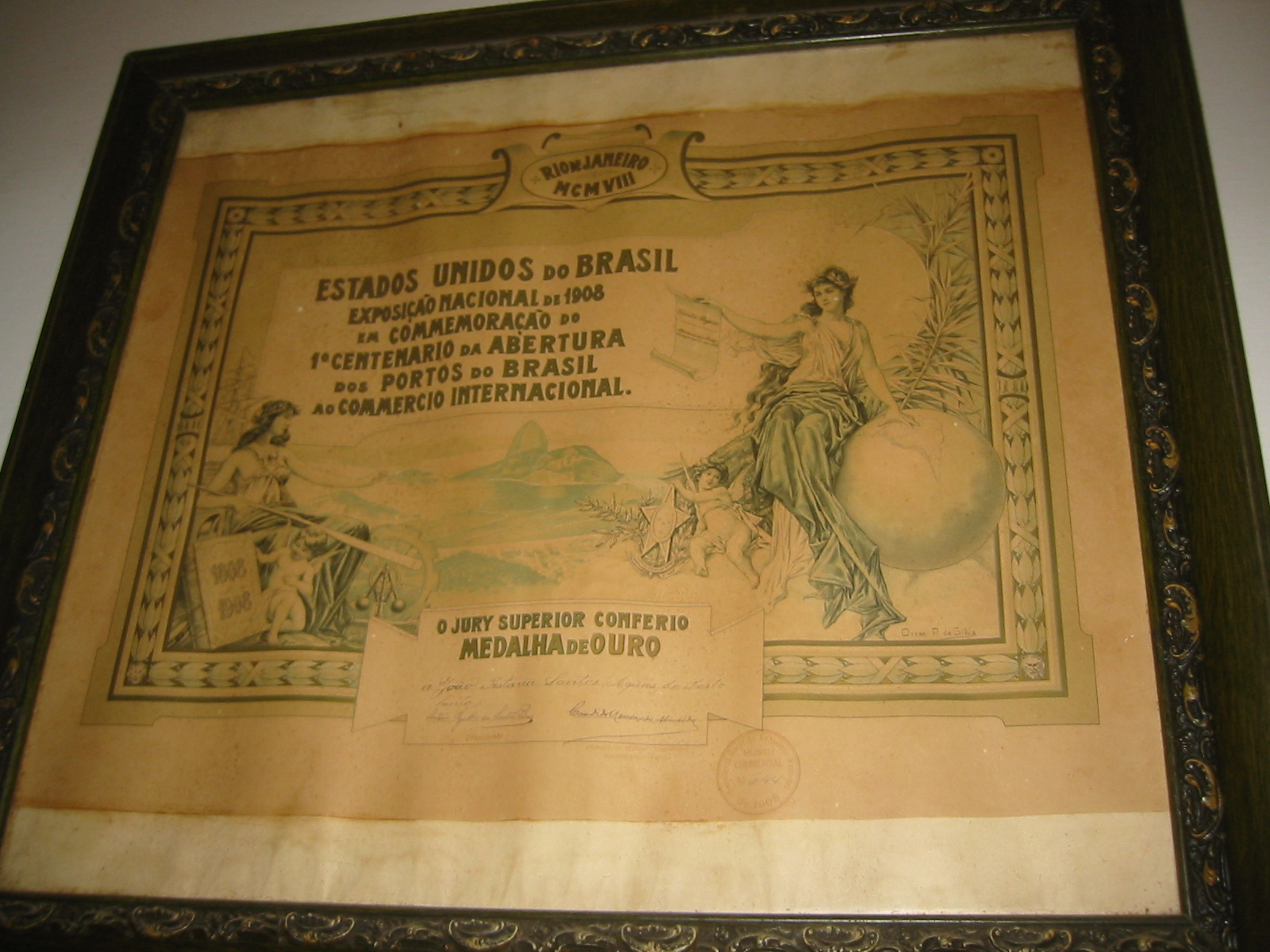
Prémio da Agua do Porto Santo - 1908

Desde finais do Século XIX, falava-se da hipótese de exploração das águas minerais da Fontinha, na Ilha do Porto Santo, havendo mesmo quem a transportasse para a Madeira para usos domésticos. Reconhecia-se haver nessas águas propriedades medicinais, e falava-se já da possibilidade de utilizar as águas minerais para banhos, à imagem das muitas termas existentes em Portugal Continental, que se exploradas convenientemente poderiam ser uma fonte de receita para o detentor da concessão dessa exploração.
A 7 de Janeiro de 1893 foi efetuada em Paris a primeira análise das águas da Fontinha, que revelaram serem essas águas bicarbonatadas, cloretadas e sulfatadas sódicas, aconselháveis, portanto, para o tratamento de doenças de pele e do aparelho digestivo.
Em 1906 foi posta a funcionar uma fábrica rudimentar de engarrafamento, e em 1908 a Exposição Nacional Comemorativa do 1º Centenário da Abertura dos Portos do Brasil conferiu o primeiro prémio, medalha de ouro, às águas minerais naturais do Porto Santo – testemunhado através de diploma - Ver imagem ao lado.
Desde essa altura, as águas do Porto Santo, por virtudes naturais, demonstrações da ciência, depoimentos médicos e testemunhos de doentes, eram consideradas dotadas de tantas, excelentes e extraordinárias propriedades, quantas as aplicações que dela se faziam.

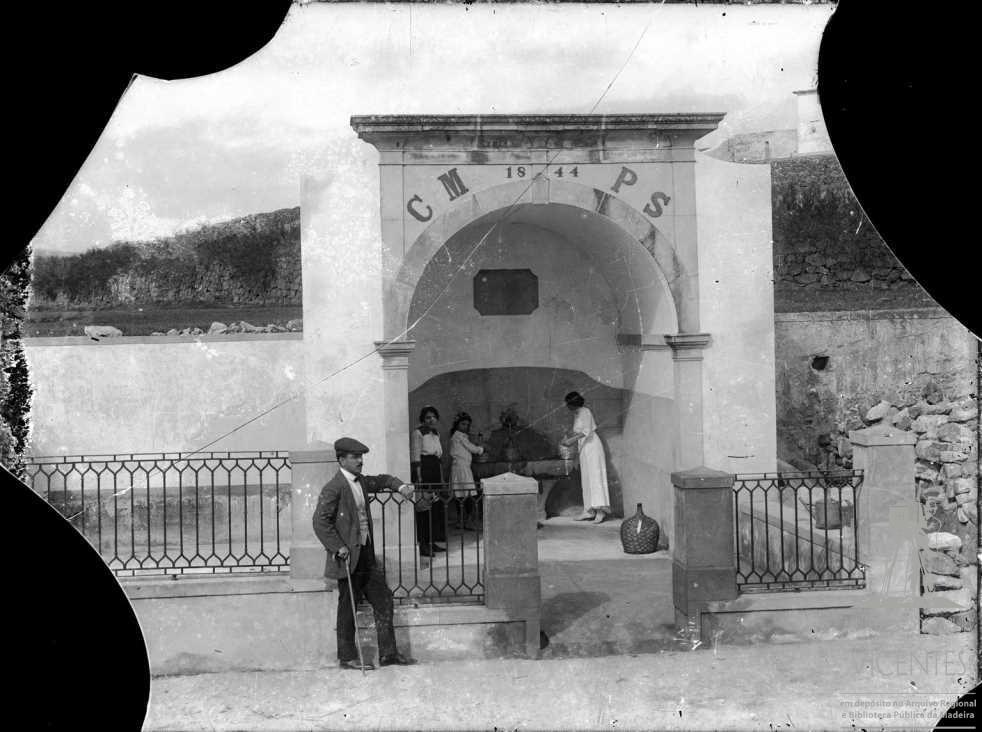
Fontenário da Fontinha - Porto Santo - 1921

Esta água foi classificada em 1913, pelo Professor Charles Lepierre, com base em análises químicas e bacteriológicas efetuadas no Instituto Superior Técnico, como mineromedicinal.
A análise da água da Fontinha realizada no Instituto Superior Técnico, em Maio de 1920, pelo Professor Charles Lepierre é descrita no livro Porto Santo: Aspectos da sua Economia (Ribeiro, 1997) da forma seguinte: (…) a água não sofria alteração com o tempo, não dava depósitos e tinha sabor agradável, embora levemente salino. Era transparente, incolor e inodora. Tinha uma reacção levemente alcalina, sem nitritos, com vestígios de nitratos, pequenas quantidades de sais de cálcio e de magnésio, com muitos cloretos e carbonatos e bastantes sulfatos. Em conclusão, a água da Fontinha era considerada então uma água minero-medicinal, mesosalina, bicarbonatada e cloretada sódica, levemente sulfatada mista e litinica com brometos e iodetos (…).
Em 25 de Fevereiro de 1921, foi publicado no Diário do Governo Nacional, o alvará de licença por tempo ilimitado, para explorar as nascentes de água minero-medicinal denominada Fontinha, situada na Ilha do Porto Santo, onde se encontram descritos todos os direitos e deveres que deve honrar o Sr. João Vicente da Silva descritos num despacho do Presidente da República Portuguesa, António José de Almeida de 12 de Novembro de 1920.

## História

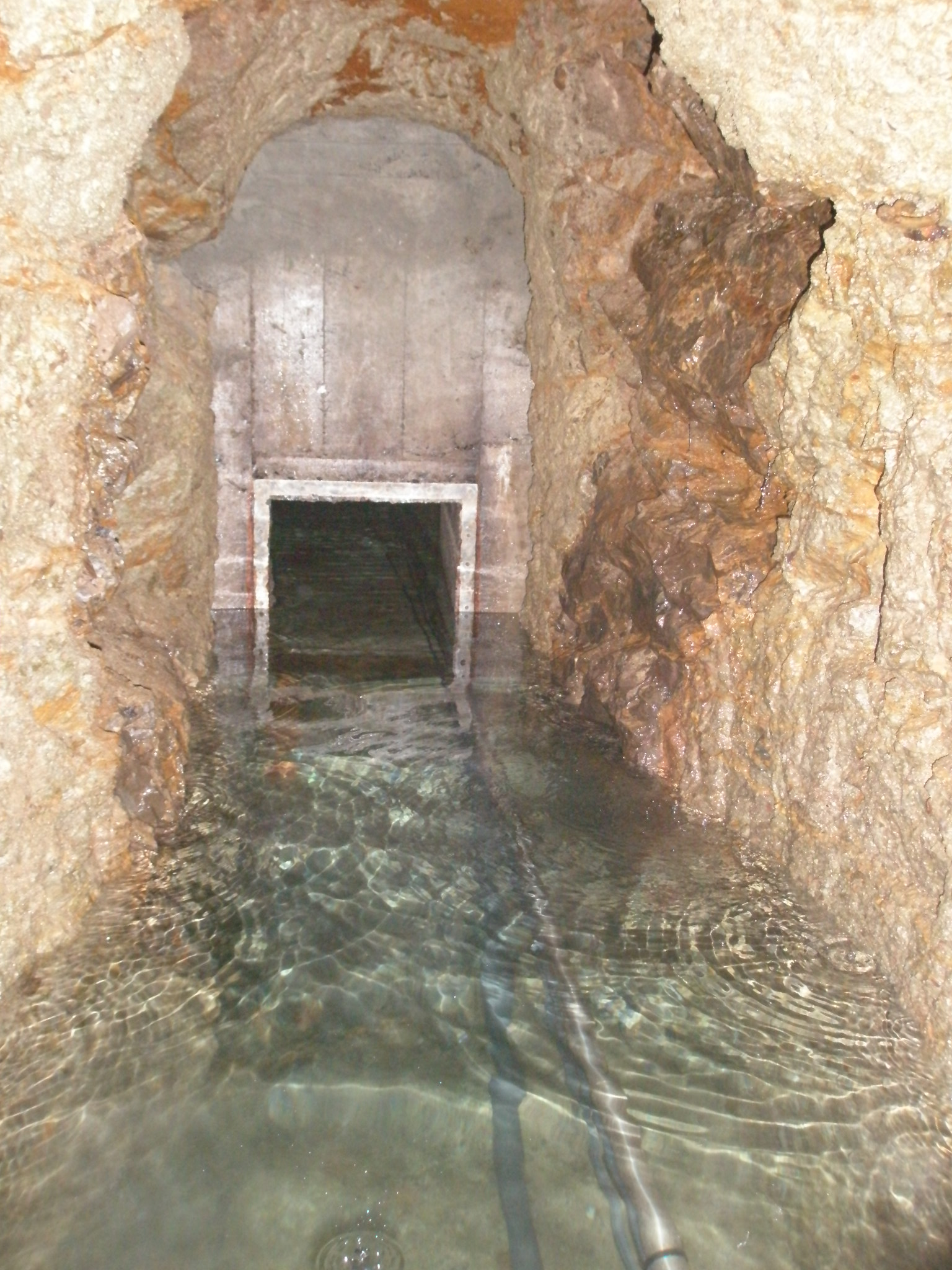
Galeria Fontinha nº2 - Água do Porto Santo

Fundada em 1921, após a chegada do Eng. António Egídio Henriques de Araújo (1894 - 1977) à Madeira, em finais de 1919, este avança numa pareceria com a família Tavares na pessoa do Sr, Francisco Dias Tavares, através da Sociedade Araújos, Tavares e Passos Ld.ª para a compra da Sociedade Água do Porto Santo Lda. para se dedicar a exploração e comercialização da Água do Porto Santo.
As excelentes relações que existiam entre as famílias Araújo e Tavares exemplificadas  na Sociedade Araújos, Tavares e Passos Ld.ª e na Sociedade de Águas do Porto Santo era tal, que fundaram em 1922 a Fábrica Leão, cujas quotas eram integralmente detidas pela Sociedade Araújos, Tavares e Passos Ld.ª. para produzir e comercializar cerveja e refrigerantes.
Em 1934, a administração das empresas “Araújo, Tavares e Passos, Lda.” e Sociedade da “Água do Porto Santo Lda.” representadas pelo Eng. António Egídio Henriques de Araújo e pelos Srs. Francisco Tavares e Gabriel Dias Tavares (nascido em 1896), realizaram uma cessão de quotas, da primeira para a segunda empresa.
Após esta retificação, a Sociedade da Água do Porto Santo Lda., juntamente com a “Leacok & e Companhia Lda. e a “H.P. Miles”, criaram e fundaram a Empresa de Cervejas da Madeira.
Após 40 anos de atividade comercial de grande sucesso na ECM da Madeira, com a Revolução Portuguesa de 1974, as quotas propriedade da “Água do Porto Santo Lda. na Empresa de Cervejas da Madeira foram nacionalizadas, deixando nas mãos da empresa a exploração e a fábrica das águas do Porto Santo, com graves prejuízos que dai advieram, quer em termos económicos que em logística e distribuição assegurada pela DIFEL - Empresa de distribuição pertença da ECM.
Apesar de tudo a Fábrica de Águas do Porto Santo não foi nacionalizada e seguiu assim a sua atividade.

## A exploração da Água do Porto Santo

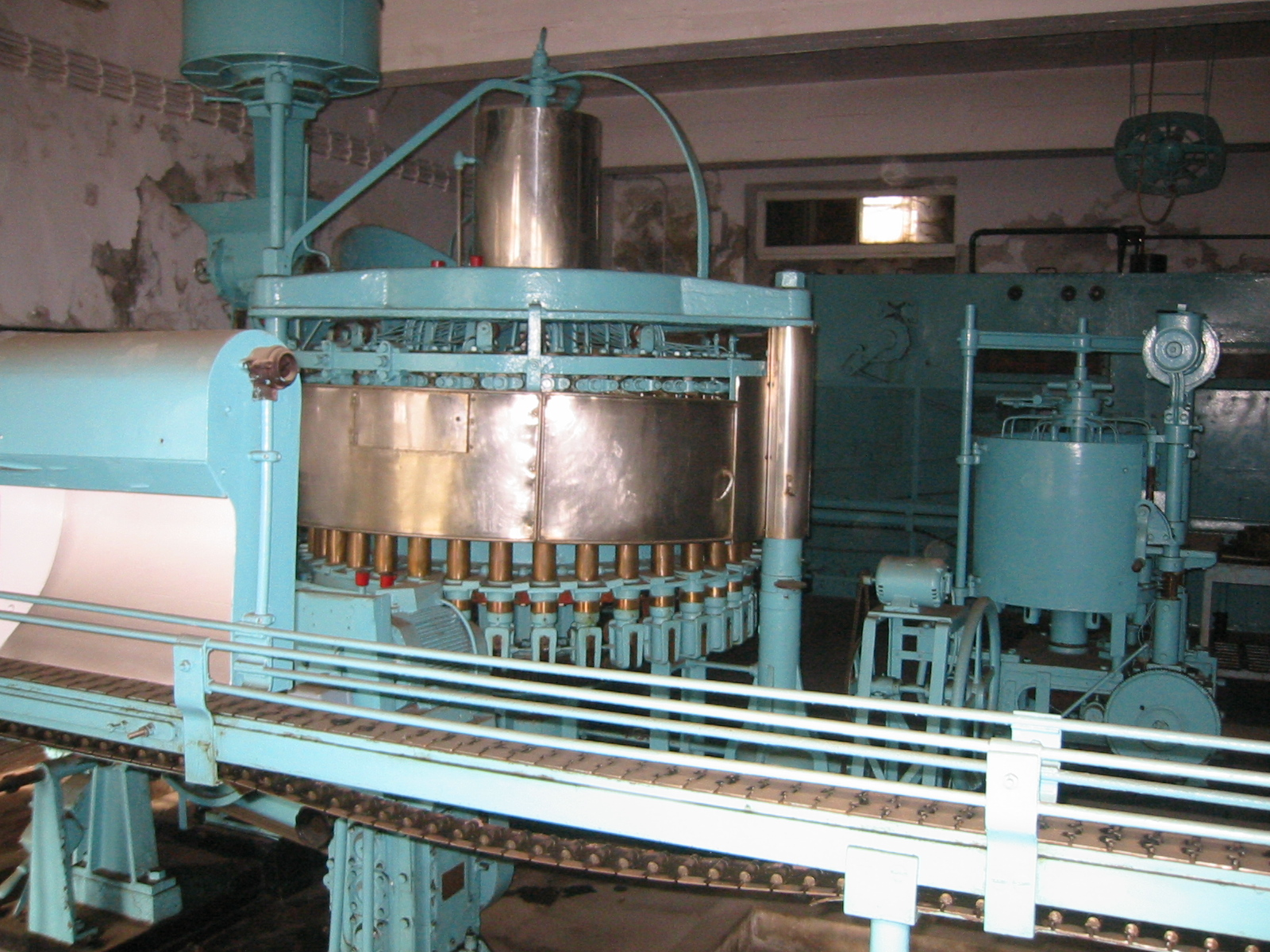
Máquina de engarrafamento - 1967

Depois de requerida a concessão de exploração de águas do Porto Santo  , das nascentes da Fontinha e da Lomba, depois de apresentados que foram requerimentos de registo e concessão de exploração de águas, memória descritiva de trabalhos de captação de águas, análises bacteriológicas das mesmas, plantas de instalações de captação e engarrafamento de águas e plantas de reconhecimento de águas. Em 1921 o Governo autorizou a transmissão da exploração da Água da Fontinha, de João Vicente da Silva para a Sociedade Água do Porto Santo Lda.
Em 1922 iniciou-se a construção do edifício da Fábrica das Águas do Porto Santo, com 45 metros de comprimento e 16 de largura, situando-se junto ao Ribeiro da Fontinha na Estrada Municipal em frente da imponente Alameda de Palmeiras que dá acesso á Praia da Fontinha. Este edifício, imponente e de estilo apalaçado, registado em 1959 na Sociedade de Águas do Porto Santo, foi construído com blocos feitos em argamassa de cimento e areia fina (massaforte), ocos por dentro, de boa espessura e almofadados, cujo molde, segundo consta veio do estrangeiro. As divisões interiores, construídas em tabique, foram construídas com madeiras de boa qualidade que ainda subsistem. A cobertura, antes do telhado, foi executada em betão tal como os terraços exteriores.
Em 6 de dezembro de 1941, o município e a Sociedade "Água do Porto Santo, Lda. representado pelo seu administrador, ntónio Egídio Henriques Araújo. assinam um contrato para o desenvolvimento da exploração das águas da Fontinha, que se mantem ainda hoje.
Mas só em 1967, após a apresentação de um projeto de remodelação, é que a Fábrica passou a contar com uma linha de enchimento automático, uma rede de esgotos eficaz, uma nova galeria de captação, a cabine e bombas da nascente da Fontinha nº2, dotando a fábrica de condições compatíveis com as exigências de mercado. Antes, a fábrica funcionava com máquinas movidas a vapor, que ainda se pode observar no interior da Casa das Águas. Muitas das garrafas eram transparentes e tinham um rótulo pirogravado que dispensava o uso de papel.
A extração de água para o enchimento, na nascente da Fontinha nº2, tinha um caudal de 50 litros por minuto e foi confirmada por despacho ministerial de 28 de Novembro de 1966, publicada no Diário do Governo, III Série em 2 de Janeiro de 1967.
Desde essa altura, até 2 de outubro de 1995 a fábrica funcionou normalmente, com crescimentos superiores a 15%, em 1994 e 1995, na venda das águas tanto gaseificadas como nas águas sem gás. Nesse anos estava previsto atingir vendas de mais de 250.000 litros de Águas do Porto Santo.

## 1995 - 2000
Até que, na sequência de uma vistoria levada a efeito, a 30 de Agosto de 1995 pela Direção Regional de Saúde Pública, integrada na Secretaria Regional dos Assuntos Sociais, do VI Governo Regional da Madeira RAM, e em função dos resultados das análises à água, então realizadas, em 2 de outubro de 1995, foi ordenada, verbalmente, a cessação de laboração da unidade fabril que a Sociedade de Águas do Porto Santo detém no Porto Santo, para exploração e comercialização de água mineral de nascentes situadas naquela ilha, sendo as respetivas instalações seladas, em 6 de outubro de 1995.
Segundo o Diário de Noticias da Madeira de 24.10.1995 a ação foi levada a cabo pela Direção Regional do Comércio e Indústria e pela Direção Regional de Saúde, que entre outros referiram, falhas na rotulagem e falhas na qualidade da água para ser comercializada como água mineral, acusações que a empresa seria totalmente ilibada no ano de 2000. Eram 8 os trabalhadores da empresa, 5 efetivos e 3 contratados a prazo.
Do encerramento compulsivo ordenado em 2 de outubro de 1995, mantido desnecessariamente, até Setembro de 2000, resultaram danos emergentes e lucros cessantes elevados, relacionados com o pessoal trabalhador, a manutenção das instalações e dos edifícios, a gestão do património  imobiliário e a interrupção total da comercialização e venda da água a única fonte de receita da empresa.
A empresa, teve de encerrar a fábrica, pagar os trabalhadores mantendo em atividade a gerência, as recolhas de água e as análises enquanto decorriam os processos em tribunal. Quero o processo crime instaurado aos gerentes da empresa, quer o processo relativo a reversão da quota nacionalizada na Empresa de Cervejas da Madeira.
Em 10 de janeiro de 2000, foi feita a dedução de acusação contra os representantes da Sociedade de Água do Porto Santo Lda. pela prática de diversos crimes, que resultou numa absolvição total por sentença que transitou em julgado em  Setembro de 2000. 

## Seculo XXI

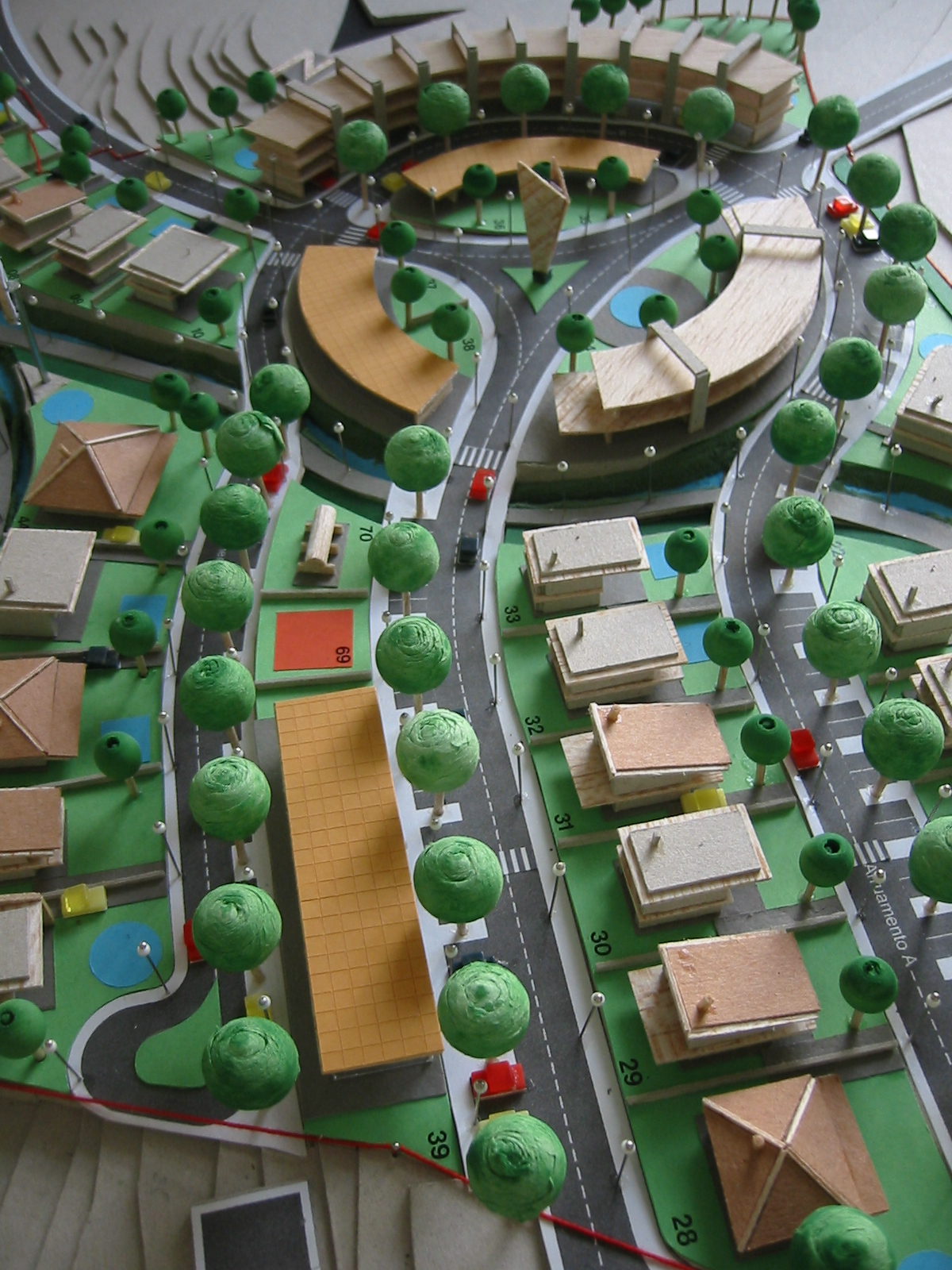
Maquete do loteamento

Em sequência da absolvição de todas as acusações, no Tribunal Administrativo e Fiscal Agregado do Funchal, a sociedade ÁGUA DO PORTO SANTO, LDA., e o seu gerente José Antonio Melvill de Araujo intentaram ação de responsabilidade civil contratual contra a Região Autónoma da Madeira e o ESTADO, pedindo a sua condenação no pagamento da indemnização que, globalmente liquidaram em 560 544 867$00, acrescida de juros moratórios, pelos danos patrimoniais e não patrimoniais que lhe foram causados com o ordenado encerramento da exploração das nascentes do Sítio de Lombas, n.º 2, e Sítio de Fontinha, em Porto Santo e que lhes estava concessionado. Processo, que à data ainda decorre nos tribunais Portugueses.
No início deste Séc. XXI conhecemos vários projetos imobiliários para os cerca de 75.000 m² de terrenos que a empresa possui no Porto Santo, cujo loteamento com 70 lotes sobre 6 prédios foi aprovado através do oficio nº1798 da Câmara Municipal do Porto Santo em 08.07.2008 da autoria do arquiteto Pedro Araújo. Depois de muitos anos de inatividade, as instalações e os edifícios degradam-se, necessitando de preservação e manutenção urgente  